# XEBEC
XEBEC(일본어: 株式会社ジーベック, 한국어: 주식회사 지벡)은 일본의 애니메이션 제작 기업이다. 《창궁의 파프너》, 《기동전함 나데시코》, 《러브히나》, 《샤먼킹》, 《To LOVE 트러블》, 《유라기장의 유우나씨》 등의 애니메이션을 제작했다.

## 역사
1994년, 프로덕션 I.G와 아시 프로덕션이 TV 애니메이션 《BLUE SEED》를 공동 제작한 일이 있었다. 이 때의 아시 프로덕션 측의 제작 프로듀서인 시모지 유키나오(下地志直)가 제작 파트의 사토 토오루(佐藤徹), 애니메이터 파트의 하바라 노부요시(羽原信義)와 함께 1995년 5월 1일에 설립했다. 이 3명이 주축이 되어 설립한 회사이므로, 회사명은 3개의 마스트를 가진 소형 범선의 의미에서 영감을 받아 지벡(XEBEC)으로 결정되었다.
1995년 10월 3일, 제1번째 작품 《폭렬헌터》를 제작. 1996년 《폭주형제 렛츠&고》와 《기동전함 나데시코》를 제작했다. 《폭주형제 렛츠&고》의 제작 이후, 쇼가쿠칸 및 쇼가쿠칸 슈에이샤 프로덕션과의 거래 관계는 계속되어, 쇼가쿠칸 《월간 코로코로 코믹》과 타이업된 게임 소프트·완구 에 관련한 애니메이션 작품을 다수 제작하고 있다.
1999년 9월 4일, 《조이드》를 제작. 손으로 만든 애니메이션과 3DCG의 융합을 이루었다. 2002년 관련회사로서 도쿄도 니시토쿄시 다나시초에 주식회사 Triple A를 설립했다.
2003년 전 스튜디오 Z5의 토모하시 히데유키 등을 맞이해 도쿄도 네리마구 세키초에 제작 스튜디오 'XEBEC M2'를 설립. 《페토페토 씨》(2005년)는 XEBEC M2의 명의로 원청 제작했다.
2005년, 보유주식의 매각에 의해 Triple A와의 자본관계를 해소. 2006년 4월 8일 첫 전편 3DCG 작품 《사루 겟 츄 ~온 에어~》를 제작했다.
2007년 11월 1일 Production IG의 지주회사화에 따라 지주회사 IG 포트의 연결 자회사가 된다.
2009년, 토모하시가 퇴사한 것으로 XEBEC M2가 해산. 일부 스태프는 네리마 스튜디오 'XEBECzwei'(도쿄도 네리마구 샤쿠지이다이)에 전속했다.
2010년, 본사를 도쿄도 고쿠분지시 미나미초 3초메 22번 31호 미나미 빌딩 5F로부터 모회사인 Production IG가 본사를 두고 있던 동시 미나미초 3가 4번 5호 ING 빌딩에 집약했다.
2015년, 연속 텔레비전 애니메이션 시리즈 《창궁의 파프너 EXODUS》의 원청 제작을 'XEBECzwei'명의로 실시했다. 여기부터 OLM과 공동으로 제작원청을 담당하는 작품이 늘어나 해산까지의 최말기는 이것이 이어졌다.
2016년 본사를 도쿄도 니시도쿄시 니시하라초 1초메 4번 1호 우즈노 빌딩으로 이전했다.
2018년 11월 20일, 포스트 프로덕션 부문을 제외한 영상 제작 사업을 선라이즈에 양도한다고 발표했다. 그 후, 일부 부문은 IG 포트 그룹에 머무는 형태로 변경되어 촬영 부문 및 《창궁의 파프너 BEYOND》를 제작중의 네리마 스튜디오 'XEBECzwei'(조직 개편 후에는 'IGzwei'로 변경)는 프로덕션 아이지에게, 마무리 부문과 2010년 8월 31일에 도산한 그룹 택으로부터 인계해 OLM과 공동으로 제작을 계속하고 있던 《하나캇파》는 SIGNAL.MD에 이관 되었다. 또한 XEBEC 제작작품 의 저작권은 계속 IG 포트 그룹이 보유한다.
2019년 6월 1일자로 Production IG에 흡수 합병되어 법인으로서의 XEBEC는 해산되어, 같은 해 8월 8일에 XEBEC의 법인격을 소멸했다. XEBEC의 지적재산권 공식 사이트를 Production IG가 계승. 그 때문에, 2021년 11월 5일에 극장 선행 상영 개시한 《창궁의 파프너 BEYOND》(제10·11·12화)가, XEBECzwei 명의로 제작이 행해지는 마지막 작품이 되었다.
덧붙여 선라이즈에 이양된 영상 제작 사업은 2019년 4월 1일자로 동사가 설립하는 신회사 주식회사 SUNRISE BEYOND에 사업이 계승되었다.

## 작품

### TV
- 마법사 헌터 (1995년 ~ 1996년)
- 기동전함 나데시코 (1996년 ~ 1997년)
- 폭주형제 렛츠&고 (1996년 ~ 1998년)
- 최속 스피너 (1998년 ~ 1999년)
- 쾌걸증기탐정단 (1998년 ~ 1999년)
- Shogun Recuts (1998년 ~ 2000년)
- 폭구연발 슈퍼비드맨 (1999년)
- 지구방위기업 다이가드 (1999년 ~ 2000년)
- 조이드 (1999년 ~ 2000년)
- 러브히나 (2000년)
- 여신후보생 (2000년)
- 테일즈 오브 이터니아: 더 애니메이션 (2001년)
- 샤먼킹 (2001년 ~ 2002년)
- 육상방위대 마오 (2002년)
- 록맨 에그제 (2002년 ~ 2006년)
- 병속의 요정 (2003년)
- 디 앤 엔젤 (2003년)
- 우주의 스텔비아 (2003년)
- 창궁의 파프너 (2004년)
- 다이노 브레이커 (2005년)
- 엘르멘탈 제라드 (2005년)
- 페토페토 씨 (2005년)
- 마법선생 네기마! (2005년)
- 사루 겟 츄 ~온 에어~ (2006년)
- 더 서드 ~푸른 눈의 소녀~ (2006년)
- 무장연금 (2006년 ~ 2007년)
- 유성의 록맨 (2006년 ~ 2008년)
- 히로익 에이지 (2007년)
- 오버 드라이브 (2007년)
- 히토히라 (2007년)
- ZOMBIE-LOAN (2007년)
- 카노콘 (2008년)
- 므네모시네의 딸들 (2008년)
- To LOVE루 -트러블- (2008년)
- 오늘의 5학년 2반 (2008년)
- 판도라 하츠 (2009년)
- 레이디×버틀러! (2010년)
- 쥬얼 펫 트윙클 (2010년 ~ 2011년)
- MM! (2010년)
- 좀 더 To Love루 -트러블- (2010년)
- 리오 레인보우 게이트! (2011년)
- 쥬얼 펫 선샤인 (2011년 ~ 2012년)
- 헨제미 (2011년)
- 소프테니 (2011년)
- 윤회의 라그랑제 (2012년)
- 우주전함 야마토 2199 (2012년 ~ 2013년) (에피소드 1화 – 10화, AIC와 공동제작)
- 쥬얼 펫 스파클링데코 (2012년 ~ 2013년)
- 기어와라! 냐루코 양 (2012년)
- 우폿테!! (2012년)
- To LOVE -트러블- 다크니스 (2012년)
- 쥬얼 펫 해피니스 (2013년 ~ 2014년)
- 기어와라! 냐루코 양 W (2013년)
- 퓨처 카드 버디파이트 (2014년)
- 마켄키 2 (2014년)
- 브레이크 블레이드 (2014년) (Production I.G와 공동제작)
- 백은의 의지 아르제보른 (2014년)
- 도쿄 ESP (2014년)
- 창궁의 파프너 EXODUS (2015년)
- To LOVE -트러블- 다크니스 2nd (2015년)
- 트리아지 X (2015년)
- 은혼 (2015년)
- 퓨처 카드 버디파이트 100 (2015년)
- 경녀!!!!!!!! (2016년)
- 퓨처 카드 버디파이트 DDD (2016년)
- 블랙 클로버 (OVA) (2016년)
- 클락워크 플래닛 (2016년)
- BanG Dream! (2016년)
- 퓨처 카드 버디파이트 X (2016년)
- 토미카 하이퍼 레스큐 드라이브 헤드 (2016년)
- 풀 메탈 패닉! IV (2018년)
- 유라기장의 유우나씨 (2018년)
- 우주전함 야마토 2202: 사랑의 전사들 (2018년~2019년)
- 창궁의 파프너 BEYOND (2019년)

### OVA
- 폭렬헌터
- 게키강가 3
- 마법사 헌터
- 러브히나 Again
- To LOVE루 - 트러블 - OVA

### 공동제작
- 포켓몬스터 THE ORIGIN (OLM과 Production I.G와 공동제작)

### 애니메이션 영화
- Let's & Go (1997년)
- 기동전함 나데시코 - The Prince of Darkness (1998년) (Production I.G와 공동제작)
- 아키하바라 전뇌조 (1999년) (Production I.G와 공동제작)
- 록맨 에그제 빛과 어둠의 유산 (2005년)
- 극장판 메이저 우정의 강속구 (2008년)
- 창궁의 파트너 천국과 지구 (2010년)
- 브레이크 블레이드 (2010–2011) (Production I.G와 공동제작)
- 극장판 포켓몬스터 베스트위시: 비크티니와 흑의 영웅 제크로무·비크티니와 백의 영웅 레시라무 (2011년) (Production I.G와 OLM과 공동작업)
- 우주전함 야마토 2199 (2012년~2013년) (AIC와 공동제작)
- 우주전함 야마토 2202: 사랑의 전사들 (2017년~2019년)

### 게임 애니메이션
- 기동전함 나데시코
- Macross VFX
- 록맨 8
- 록맨 X4
- 이레귤러 헌터 X
- Sorcerer Hunters
- 킬러 7
- 샤먼킹: 스피릿츠 오브 샤먼 (Psx)

### 분할
2003년에 자회사인 Xebec M2가 설립되어 메인 스튜디오와 다른 회사(극장판 포켓몬스터 AG: 열공의 방문자 테오키스 등)의 애니메이션 제작협력에 주력하고 있다. 또한 페토페토 씨, 좀비론, 히토히라와 같은 3개의 풀 시리즈가 제작되었다. 마지막 활동은 2009/2010년이었다.
2010년에는 Xebec의 메인 스튜디오와 다른 애니메이션 스튜디오의 중간, 키, 두 번째 키 애니메이션을 담당한 Xebeczwei가 그 뒤를 이었다. 이후 2015년 내내 방영된 '창궁의 파프너 EXODUS'에서 파프너 시리즈 전체를 제작했다.
2018년 말, Xebec의 채색 부서가 SIGNAL.MD로 이전될 것이라고 발표되었다. 또한 Xebeczwei는 IGzwei로 이름을 바꿔 프로덕션 I.G의 자회사로 넘어갔다.

## 참조
- "XEBECzwei" (in Japanese.) Xebec. Retrieved 2012-07-14.